# トゥルーマン・ショー
『トゥルーマン・ショー』（The Truman Show）は、1998年のアメリカ映画。6月1日にロサンゼルスでワールドプレミアを開催し、6月5日に北米で公開された。
本作は興行的に成功し、世界中で2億6,400万ドルの収益を上げた。批評家からも絶賛され、第71回アカデミー賞、第56回ゴールデングローブ賞、第52回英国アカデミー賞、第25回サターン賞で多数のノミネートを獲得した。
本作はシミュレートされた現実、実存主義、サーベイランス、メタ哲学、プライバシー、リアリティ番組を探求した作品として分析されており、ディストピアフィクション、メタフィクション、心理ドラマ、ロマンティックコメディ、風刺、社会派SFの要素を特徴とするジャンル融合作品であると評される。

## あらすじ
離島・シーヘブンで保険会社に勤める青年トゥルーマン・バーバンク（ジム・キャリー）は、生まれてから1度も島から出たことがない。それは子供の頃、ヨットで海へ出ていた時、一緒に乗っていた父の警告を無視して船を進め、父を亡くしたことで水恐怖症を患ってしまったことが原因だった。
ある日、彼がいつものように出勤しようとすると、空から突然ライトが降ってくる。それには「シリウス（おおいぬ座）」と書かれていたが、直後のラジオで「航空機からライトが脱落した」と報道される。その後、いつものように新聞を買ったトゥルーマンは、雑踏の中で1人のホームレスの老人を見かけるが、それは死んだはずの父だった。しかしその直後、老人は瞬く間に何者かに連れ去られてしまう。トゥルーマンはそのことを母に伝えるが、見間違いだと言って取り合ってもらえない。これをきっかけにトゥルーマンは、周囲の様子を不審に感じ始める。
実はトゥルーマンは生まれた時から人生の全てを24時間撮影されており、そのままリアリティ番組『トゥルーマン・ショー』として世界220か国で放送され続けていた。彼の住む“世界”は巨大なドーム状のセットで、太陽や月、星々も照明装置に過ぎず、雨や雷鳴などの気象も人為的な演出である。そして何より、トゥルーマン以外の人物は全て俳優であった。加えて、この番組ではCMは入らず、番組中で商品の宣伝（プロダクトプレイスメント）が行われており、親友マーロン（ノア・エメリッヒ）や妻メリル（ローラ・リニー）も日常の中でさりげなく宣伝を行っていた。
妻との乾いた生活の一方で、トゥルーマンは学生時代に出会ったローレンという女性のことが忘れられないでいた。かつて、トゥルーマンがデートに誘うと、彼女は虚構の世界に生きる彼を不憫に思って砂浜に連れ出し、ローレンとは役名で本名はシルヴィアであること、“世界”の全ては偽りであることを伝えようとした。しかしそこに彼女の父を名乗る男が現れ、彼女を連れ去った。それ以後、トゥルーマンが彼女と会うことはなかったが、彼女の言い残した言葉通り、いつか島を出て彼女を探すことを夢見ていた。
そんな中で番組側のミスが重なり、周囲の異常さを確信したトゥルーマンは真実を知ろうと行動し、すぐさま島から出ようとする。しかし、彼にとって不可解な理由やトラブルにより、どうしても島から出られない。落ち込むトゥルーマンをメリルは気遣うが、タイミング悪く不自然な宣伝をしたことで彼に詰め寄られる。そこに訪ねてきたマーロンがトゥルーマンを連れ出し、指示された通りの台詞で彼を慰めると、実は生きていたという父と再会させられる。感動の再会に世界中の視聴者は涙し、父と抱き合うトゥルーマンの姿に番組スタッフも安堵する。
翌日、いつもと変わらぬ様子を見せるトゥルーマンだったが、夜は地下室で寝るようになっていた。その違和感に気付いた番組プロデューサーのクリストフがマーロンを向かわせると、地下室にトゥルーマンの姿はなく、放送は一時中断される。やがて見つかったトゥルーマンは、ヨットに乗って島から出ていた。クリストフは嵐を発生させて引き返すように仕向けるが、トゥルーマンは諦めずヨットに体を縛り付けて抵抗する。彼の覚悟を知ったクリストフが嵐を止めさせると、やがてヨットは書割の空に激突する。トゥルーマンはついに“世界”の端へとたどり着き、出口の扉を開ける。

## キャスト
| 役名                              | 俳優                         | 日本語吹替                                                                           | 日本語吹替 |
| 役名                              | 俳優                         | ソフト版                                                                             | フジテレビ制作版 |
| --------------------------------- | ---------------------------- | ------------------------------------------------------------------------------------ | --- |
| トゥルーマン・バーバンク          | ジム・キャリー               | 堀内賢雄                                                                             | 宮本充 |
| クリストフ                        | エド・ハリス                 | 納谷六朗                                                                             | 堀勝之祐 |
| メリル・バーバンク / ハンナ・ジル | ローラ・リニー               | 佐々木優子                                                                           | 高島雅羅 |
| マーロン / ルイス・コルトラン     | ノア・エメリッヒ             | 中田和宏                                                                             | 山野井仁 |
| ローレン・ガーランド / シルビア   | ナターシャ・マケルホーン     | 渡辺美佐                                                                             | 五十嵐麗 |
| アンジェラ・バーバンク            | ホランド・テイラー           | 定岡小百合                                                                           | 定岡小百合 |
| カーク・バーバンク                | ブライアン・ディレイト       | 稲葉実                                                                               | 田中正彦 |
| 過去のトゥルーマン                | ブレア・スレイター           |                                                                                      | |
| ローレンス                        | ピーター・クラウス           | 古田信幸                                                                             | |
| ヴィヴィアン                      | ハイジ・シャンツ             |                                                                                      | |
| ロン                              | ロン・テイラー               |                                                                                      | |
| ドン                              | ドン・テイラー               |                                                                                      | |
| ディレクター                      | ポール・ジアマッティ         | 大川透                                                                               | 桐本琢也 |
| ディレクター                      | アダム・トメイ               |                                                                                      | |
| マイク・マイケルソン              | ハリー・シェアラー           | 田原アルノ                                                                           | 田原アルノ |
| クロエ                            | ウナ・デーモン               | 榎本智恵子                                                                           | |
| ネットワーク・エグゼクティヴ      | フィリップ・ベイカー・ホール | 長島雄一                                                                             | |
| ネットワーク・エグゼクティヴ      | ジョン・プレシェット         |                                                                                      | |
| キーボード・アーティスト          | フィリップ・グラス           |                                                                                      | |
| バーのウェイトレス                | オーラン・ジョーンズ         |                                                                                      | |
| 日本人視聴者                      | ユウジ・オクモト             |                                                                                      | 青山穣 |
| その他声の出演                    | その他声の出演               | 宝亀克寿 中博史 水野龍司 星野充昭 伊藤栄次 喜田あゆ美 鈴木紀子 川中子雅人 岩本裕美子 | 藤本譲 野島昭生 鳥海勝美 木藤聡子 小林由美子 斎藤志郎 樫井笙人 宗矢樹頼 森うたう 菊池いづみ 宝亀克寿 藤原美央子 荒井静香 乃村健次 岩崎ひろし 菅原正志 |
| 日本語版製作スタッフ              |                              |                                                                                      | |
| 演出                              | 演出                         | 伊達康将                                                                             | 鍛治谷功 |
| 翻訳                              | 翻訳                         | 桜井裕子                                                                             | 木村純子 |
| 調整 効果                         | 調整 効果                    |                                                                                      | 栗林秀年 |
| 制作協力                          | 制作協力                     |                                                                                      | 高柴隆一 （HEATHER） |
| 制作                              | 制作                         | 東北新社                                                                             | ムービーテレビジョン |
| 初回放送                          | 初回放送                     |                                                                                      | 2006年8月10日 テレビ東京 午後のロードショー 13:30-15:30                                                                                               |

## 評価
本作は批評家から非常に高い評価を受けている。特に斬新なコンセプト、コメディ中心だったジム・キャリーの新境地となるシリアスな演技、ピーター・ウィアーの演出が高く評価された。
批評集積サイトRotten Tomatoesでは、162件のレビューのうち94%が肯定的な評価で、平均評価は10点満点中8.5点となっている。同サイトの評論は、「面白く、心温まる、そして考えさせられる映画『トゥルーマン・ショー』は、セレブの暴走文化と、一般人のプライベートな詳細への飽くなき渇望を持つ国民性という、驚くほど先見の明のあるビジョンによって、より一層注目に値する」としている。 加重平均を採用するMetacriticは、30人の批評家による評価に基づき、100点満点中90点という「普遍的な称賛」の評価を与えている。
ロジャー・イーバートはこの映画に満点の4つ星評価を与え、『フォレスト・ガンプ』と比較し、コメディとドラマのバランスが絶妙だと述べた。彼はジム・キャリーのドラマチックな演技にも感銘を受けた。 ロサンゼルス・タイムズのケネス・トゥランは、「『トゥルーマン・ショー』は、鋭い風刺的な疑問を投げかけ、多くの笑いを誘う力を失うことなく、感情を揺さぶる作品だ。業界の標準的な基準内で美しく仕上げられているにもかかわらず、不安を掻き立てる稀有な映画だ」と評した。 彼は本作を1998年のベスト映画に選んだ。  2010年6月、エンターテインメント・ウィークリー誌は本作の主人公・トゥルーマンを「過去20年間の最も偉大なキャラクター100人」の1人に選出した。
ジェームズ・ベラルディネッリはこの映画の「特殊効果を使った普通の夏の大作映画ではない」というアプローチを気に入り、キャリーの「（カリスマ性があり）控えめで効果的な」演技をトム・ハンクスやジェームズ・スチュワートの演技に例えた。 シカゴ・リーダーのジョナサン・ローゼンバウムは「紛れもなく挑発的で、それなりに面白い『トゥルーマン・ショー』は、コンセプトが巧妙でありながら愚かでもある、ハイコンセプトの映画の一つだ」と書いた。フィルム・スレットのトム・ミークは、この映画は十分に面白くはないが、それでも「風変わりな物腰に何かやりがいがある」と述べた。

## 受賞
本作は世界の映画賞で41の受賞のほかに69のノミネーションを得た。
| 賞                                               | カテゴリ                         | 候補者 | 結果       | 参照   |
| ------------------------------------------------ | -------------------------------- | --- | ---------- | ------ |
| アカデミー賞                                     | 監督賞                           | ピーター・ウィアー | ノミネート | [ 11 ] |
| アカデミー賞                                     | 助演男優賞                       | エド・ハリス | ノミネート | [ 11 ] |
| アカデミー賞                                     | 脚本賞                           | アンドリュー・ニコル | ノミネート | [ 11 ] |
| アメリカン・コメディ・アワード                   | 映画部門最も面白い俳優（主演）賞 | ジム・キャリー | ノミネート |        |
| ASCAP映画テレビ音楽賞                            | 興行収入トップの映画             | ブルクハルト・ダルヴィッツとフィリップ・グラス | 受賞       |        |
| オーストラレーシア・パフォーミング・ライツ協会賞 | 映画音楽賞                       | ブルクハルト・ダルヴィッツ | ノミネート |        |
| オーストラリア映画協会賞                         | 外国映画賞                       | ピーター・ウィアーとスコット・ルーディン | 受賞       |        |
| ブロックバスター・エンターテイメント・アワード   | 男優賞（ドラマ部門）             | ジム・キャリー | ノミネート |        |
| ブロックバスター・エンターテイメント・アワード   | ドラマ部門助演男優賞             | エド・ハリス | 受賞       |        |
| ブロックバスター・エンターテイメント・アワード   | ドラマ部門助演女優賞             | ローラ・リニー | ノミネート |        |
| 英国アカデミー賞                                 | 作品賞                           | スコット・ルーディン、アンドリュー・ニコル、エドワード・S・フェルドマン、アダム・シュローダー                                                                                       | ノミネート | [ 12 ] |
| 英国アカデミー賞                                 | 監督賞                           | ピーター・ウィアー | 受賞       | [ 12 ] |
| 英国アカデミー賞                                 | 助演男優賞                       | エド・ハリス | ノミネート | [ 12 ] |
| 英国アカデミー賞                                 | オリジナル脚本賞                 | アンドリュー・ニコル | 受賞       | [ 12 ] |
| 英国アカデミー賞                                 | 撮影賞                           | ピーター・ビジウ | ノミネート | [ 12 ] |
| 英国アカデミー賞                                 | 美術賞                           | デニス・ガスナー | 受賞       | [ 12 ] |
| 英国アカデミー賞                                 | 視覚効果賞                       | マイケル・J・マカリスター、ブラッド・キューン、クレイグ・バロン、ピーター・チェズニー                                                                                               | ノミネート | [ 12 ] |
| 英国撮影監督協会賞                               | 劇場公開映画における撮影賞       | ピーター・ビジオウ | ノミネート | [ 13 ] |
| シカゴ映画批評家協会賞                           | 作品賞                           | 作品賞 | ノミネート | [ 14 ] |
| シカゴ映画批評家協会賞                           | 監督賞                           | ピーター・ウィアー | ノミネート | [ 14 ] |
| シカゴ映画批評家協会賞                           | 主演男優賞                       | ジム・キャリー | ノミネート | [ 14 ] |
| シカゴ映画批評家協会賞                           | 脚本賞                           | アンドリュー・ニコル | ノミネート | [ 14 ] |
| シカゴ映画批評家協会賞                           | オリジナルスコア賞               | ブルクハルト・ダルヴィッツ | 受賞       | [ 14 ] |
| クロトルディス賞                                 | 脚本賞                           | アンドリュー・ニコル | ノミネート | [ 15 ] |
| 衣装デザイナー組合賞                             | 映画衣装デザイン優秀賞           | マリリン・マシューズ | ノミネート | [ 16 ] |
| 放送映画批評家協会賞                             | 作品賞                           | 作品賞 | ノミネート |        |
| ダラス・フォートワース映画批評家協会賞           | 作品賞                           | 作品賞 | ノミネート |        |
| ダラス・フォートワース映画批評家協会賞           | 主演男優賞                       | ジム・キャリー | 受賞       |        |
| 全米監督組合賞                                   | 映画における優れた監督賞         | ピーター・ウィアー | ノミネート | [ 17 ] |
| エンパイア賞                                     | 作品賞                           | 作品賞 | ノミネート | [ 18 ] |
| ヨーロッパ映画賞                                 | 非ヨーロッパ映画賞               | ピーター・ウィアー | 受賞       |        |
| オーストラリア映画批評家協会賞                   | 外国映画賞                       | 外国映画賞 | 受賞       |        |
| フロリダ映画批評家協会賞                         | 監督賞                           | ピーター・ウィアー | 受賞       |        |
| フォトグラマス・デ・プラタ                       | 外国映画賞                       | 外国映画賞 | 受賞       |        |
| ゴールデングローブ賞                             | 作品賞（ドラマ部門）             | 作品賞（ドラマ部門） | ノミネート | [ 19 ] |
| ゴールデングローブ賞                             | 主演男優賞 (ドラマ部門)          | ジム・キャリー | 受賞       | [ 19 ] |
| ゴールデングローブ賞                             | 助演男優賞                       | エド・ハリス | 受賞       | [ 19 ] |
| ゴールデングローブ賞                             | 監督賞                           | ピーター・ウィアー | ノミネート | [ 19 ] |
| ゴールデングローブ賞                             | 脚本賞                           | アンドリュー・ニコル | ノミネート | [ 19 ] |
| ゴールデングローブ賞                             | 作曲賞                           | ブルクハルト・ダルヴィッツとフィリップ・グラス | 受賞       | [ 19 ] |
| ゴールデンリール賞                               | 音響編集賞（外国映画部門）       | リー・スミス、カリン・ウィッティントン、リック・ライル、ピーター・タウンエンド、ティム・ジョーダン、 アンドリュー・プレイン、ニコラス・ブレスリン、モーリーン・ロッドバード・ビーン | ノミネート |        |
| ヒューゴ賞                                       | ドラマティックプレゼンテーション | ピーター・ウィアーとアンドリュー・ニコル | 受賞       | [ 20 ] |
| キッズ・チョイス・アワード                       | 好きな映画俳優                   | ジム・キャリー | ノミネート |        |
| ロンドン映画批評家協会賞                         | 今年の映画                       | 今年の映画 | 受賞       |        |
| ロンドン映画批評家協会賞                         | 年間監督                         | ピーター・ウィアー | 受賞       |        |
| ロンドン映画批評家協会賞                         | 年間脚本家                       | アンドリュー・ニコル | 受賞       |        |
| ロサンゼルス映画批評家協会賞                     | 美術賞                           | デニス・ガスナー | 次点       | [ 21 ] |
| ムービーガイド賞                                 | グレース賞                       | ジム・キャリー | 受賞       |        |
| MTV映画賞                                        | 映画賞                           | 映画賞 | ノミネート |        |
| MTV映画賞                                        | 男性パフォーマンス賞             | ジム・キャリー | 受賞       |        |
| ナストロ・ダルジェント                           | 外国人監督賞                     | ピーター・ウィアー | ノミネート |        |
| ナストロ・ダルジェント                           | 男性吹替賞                       | ロベルト・ペディチーニ （ジム・キャリーの吹き替え） | 受賞       |        |
| ナショナル・ボード・オブ・レビュー賞             | 助演男優賞                       | エド・ハリス | 受賞       |        |
| オンライン映画テレビ協会賞                       | 作品賞                           | スコット・ルーディン、アンドリュー・ニコル、エドワード・S・フェルドマン、アダム・シュローダー                                                                                       | ノミネート | [ 22 ] |
| オンライン映画テレビ協会賞                       | ドラマ作品賞                     | スコット・ルーディン、アンドリュー・ニコル、エドワード・S・フェルドマン、アダム・シュローダー                                                                                       | ノミネート | [ 22 ] |
| オンライン映画テレビ協会賞                       | 監督賞                           | ピーター・ウィアー | ノミネート | [ 22 ] |
| オンライン映画テレビ協会賞                       | 主演男優賞                       | ジム・キャリー | ノミネート | [ 22 ] |
| オンライン映画テレビ協会賞                       | ドラマ主演男優賞                 | ジム・キャリー | ノミネート | [ 22 ] |
| オンライン映画テレビ協会賞                       | 助演男優賞                       | エド・ハリス | ノミネート | [ 22 ] |
| オンライン映画テレビ協会賞                       | オリジナル脚本賞                 | アンドリュー・ニコル | ノミネート | [ 22 ] |
| オンライン映画テレビ協会賞                       | 撮影賞                           | ピーター・ビジウ | ノミネート | [ 22 ] |
| オンライン映画テレビ協会賞                       | 編集賞                           | ウィリアム・M・アンダーソンとリー・スミス | ノミネート | [ 22 ] |
| オンライン映画テレビ協会賞                       | 美術賞                           | デニス・ガスナーとナンシー・ヘイ | ノミネート | [ 22 ] |
| オンライン映画テレビ協会賞                       | ドラマ音楽賞                     | ブルクハルト・ダルヴィッツとフィリップ・グラス | 受賞       | [ 22 ] |
| オンライン映画テレビ協会賞                       | 最高のサウンド                   | 最高のサウンド | ノミネート | [ 22 ] |
| オンライン映画テレビ協会賞                       | アンサンブル賞                   | アンサンブル賞 | ノミネート | [ 22 ] |
| オンライン映画テレビ協会賞                       | ドラマアンサンブル賞             | ドラマアンサンブル賞 | ノミネート | [ 22 ] |
| オンライン映画テレビ協会賞                       | ベストタイトルシーケンス         | ベストタイトルシーケンス | 受賞       | [ 22 ] |
| オンライン映画テレビ協会賞                       | 最高の映画の瞬間                 | 「トゥルーマンはクリストフと話した後、自らの運命を決める」 | ノミネート | [ 22 ] |
| オンライン映画テレビ協会賞                       | 映画殿堂：作品                   | 映画殿堂：作品 | 受賞       |        |
| オンライン映画批評家協会賞                       | 作品賞                           | 作品賞 | ノミネート | [ 23 ] |
| オンライン映画批評家協会賞                       | 監督賞                           | ピーター・ウィアー | ノミネート | [ 23 ] |
| オンライン映画批評家協会賞                       | 助演男優賞                       | エド・ハリス | ノミネート | [ 23 ] |
| オンライン映画批評家協会賞                       | 脚本賞                           | アンドリュー・ニコル | 受賞       | [ 23 ] |
| オンライン映画批評家協会賞                       | 編集賞                           | ウィリアム・M・アンダーソンとリー・スミス | ノミネート | [ 23 ] |
| ロバート賞                                       | アメリカ映画賞                   | ピーター・ウィアー | 受賞       |        |
| サテライト賞                                     | アートディレクション             | デニス・ガスナー | 受賞       | [ 24 ] |
| サターン賞                                       | ファンタジー映画                 | ファンタジー映画 | 受賞       | [ 25 ] |
| サターン賞                                       | 主演男優賞                       | ジム・キャリー | ノミネート | [ 25 ] |
| サターン賞                                       | 助演男優賞                       | エド・ハリス | ノミネート | [ 25 ] |
| サターン賞                                       | 監督賞                           | ピーター・ウィアー | ノミネート | [ 25 ] |
| サターン賞                                       | 脚本賞                           | アンドリュー・ニコル | 受賞       | [ 25 ] |
| サウス・イースタン映画批評家協会賞               | 作品賞                           | 作品賞 | 3rd Place  | [ 26 ] |
| サウス・イースタン映画批評家協会賞               | 監督賞                           | ピーター・ウィアー | ノミネート | [ 26 ] |
| サウス・イースタン映画批評家協会賞               | 助演男優賞                       | エド・ハリス | 受賞       | [ 26 ] |
| トルコ映画批評家協会賞                           | 外国映画賞                       | 外国映画賞 | 3rd Place  |        |
| バリャドリッド国際映画祭                         | ゴールデンスパイク               | ピーター・ウィアー | ノミネート |        |
| 全米脚本家組合賞                                 | 脚本賞                           | アンドリュー・ニコル | ノミネート | [ 27 ] |
| ヤングアーティスト賞                             | ファミリー長編映画賞 – ドラマ    | ファミリー長編映画賞 – ドラマ | ノミネート | [ 28 ] |

## 備考
当初は脚本を書いたアンドリュー・ニコルが監督する予定であった。しかし、1200万ドルという巨額のギャラのジム・キャリーが主演することになったため、当時まだ『ガタカ』1作しか監督経験がなかったニコルは外され、ピーター・ウィアーが監督として雇われた。
プロットは1959年のフィリップ・K・ディックの小説『時は乱れて』（Time Out of Joint）からいくつもアイデアを拝借しているという。またこの作品から、精神医学では、非公式であるが、トゥルーマン・ショー妄想という概念が生まれた。
2022年5月にフランスで開催された第75回カンヌ国際映画祭では劇中でトゥルーマンが世界（撮影スタジオ）の端にある階段を上っていく象徴的な場面が同映画祭のポスターとして採用された。

## 日本での地上波放送について
当初は2003年3月8日にフジテレビ系列の『ゴールデンシアター』で地上波初放送となるはずだった。ところが、放送数日前にドキュメンタリー番組に急遽差し替えとなり、以後も放送されることはなかった。通常、映画番組で急遽放送を休止した場合は、後日振り替え放送を行うのが一般的であるが、本作はそれすらなかった。
その後、フジテレビは放映権を手放したのか、地上波初放送が実現したのは3年後の2006年8月10日、テレビ東京の『午後のロードショー』でのことだった。

### 類似した題材の映画
- エドtv
- ヴィレッジ
- シリーズ7/ザ・バトル・ロワイアル
- キャビン